# L'Arnaqueur (roman)
Pour l’article homonyme, voir L'Arnaqueur.
L'Arnaqueur (The Hustler) est un roman de suspense sur le jeu du billard de l'écrivain américain Walter Tevis, paru en 1959 chez Harper & Row. La première version française fut publiée en 1961 par les Éditions Gallimard. et une nouvelle traduction paraît en 1990 aux éditions Gallimard.
Le roman a été adapté en Film sous le même titre réalisée par Robert Rossen en 1961.

## Résumé
Le roman suit la vie de Eddie "Fast Eddie" Felson est un jeune arnaqueur de billard d' Oakland, en Californie, qui parcourt le pays avec son partenaire d'âge moyen Charlie Fenniger, prétendant être un pire joueur de billard qu'il ne l'est en réalité pour gagner des paris. Il accompagne Charlie à Chicago, où il incarne le légendaire joueur de billard George Hegerman, connu sous le nom de Minnesota Fats, dans la salle de billard de Brannigan. Après avoir battu Fats dans un certain nombre de jeux, ayant à un moment donné une avance de 18 000 $, il s'enivre et perd contre Fats, s'effondrant épuisé après 40 heures de jeu. Eddie quitte Charlie sans lui dire au revoir et retourne se bousculer.
Eddie rencontre une étudiante, Sarah, dans une gare routière. Ils entament une liaison et commencent à vivre ensemble. De retour chez Brannigan, il rencontre Bert, un joueur professionnel, qui dit à Eddie que malgré son talent, il a perdu contre Fats en raison d'un manque de caractère et d'un désir inné de perdre. Néanmoins, il propose de le soutenir dans une partie avec un riche joueur de billard du Kentucky nommé Findlay, en prenant 75 pour cent de tous les gains tout en absorbant toutes les pertes et en payant les dépenses. Eddie refuse et recommence à se bousculer. Ignorant les conseils de Bert, il bouscule le billard dans une salle de billard fréquentée par des migrants coriaces des Appalaches. Ils lui cassent les pouces.
Après avoir récupéré à l'appartement de Sarah, il accepte l'offre de Bert. Laissant Sarah derrière eux à Chicago, ils se rendent au Kentucky et Eddie joue Findlay chez lui à Lexington. Il s'avère que Findlay joue au billard, pas au billard, ce qui désavantage Eddie. Pendant le jeu, il se rend compte que Findlay est un arnaqueur de billard. Bien que contrarié d'être « bousculé », Eddie a une révélation. En regardant Findlay faiblir, il se rend compte de la validité de ce que Bert lui avait dit à propos de la victoire étant tout, du fait que les gens ont soif d'excuse pour perdre et du fait que le caractère est aussi important que la compétence. Malgré des douleurs continuelles aux pouces, il gagne contre Findlay. Lui et Bert retournent à Chicago, où Eddie retrouve Sarah mais ne revient pas avec elle. Il retourne chez Brannigan où il voit Charlie, qui dit qu'il s'inquiétait pour lui et qu'il s'est envolé d'Oakland pour le retrouver. Il avoue avoir retenu 5 000 $ de gains et les lui verse. Eddie continue de jouer aux Minnesota Fats avec son propre argent et le bat.
Bert réclame trente pour cent de ses gains et dit qu'il est son manager. Charlie le soutient. Eddie refuse de payer de l'argent à Bert et ignore la menace de Bert de se casser les pouces et un bras, et ridiculise l'insinuation de Bert selon laquelle il a des liens criminels. À la fin du roman, Eddie et Bert sont dans une impasse.

## Inspirations
Tevis a grandi dans le Kentucky et s'est lié d'amitié avec un jeune dont le père lui a acheté une table de billard pour lui éviter des ennuis. Il a été initié au jeu lorsqu'il était dans la Marin.
un écrivain du Kentucky Monthly a observé en 2019 que « la combinaison du billard et du jeu a fait avancer le temps vers ce qui allait arriver. » Il se présentait comme un joueur de billard « B-moins » qui ne pouvait pas jouer contre des professionnels avec le moindre espoir de gagner.
Les salles de billard décrites dans le livre ont été romancées par Tevis, et il a insisté sur le fait que malgré les affirmations de Rudolf Wanderone  comme étant le modèle du personnage, Minnesota Fats était entièrement fictif. Il a déclaré à un intervieweur en 1981 : « Beaucoup de gens me demandent : « Quand avez-vous rencontré les Minnesota Fats pour la première fois ? » Et j'ai l'impression qu'on demande à Walt Disney : "Quand as-tu rencontré Donald Duck ?" Allez, je l'ai inventé. Une de mes contributions au folklore américain. Tevis a décrit la ville natale de Fast Eddie, Oakland, comme une « référence autobiographique déguisée » à San Francisco, où Tevis est né.
Un joueur de billard nommé Eddie Parker a affirmé qu'il était à la base du personnage de Fast Eddie. Mais Tevis a soutenu que Fast Eddie était fictif, et il n'aimait pas les affirmations contraires, selon lesquelles il avait "créé des personnages aussi mémorables à partir d'un simple reportage". Après sa mort en 1984, sa veuve a réfuté pendant des années les affirmations selon lesquelles le personnage de Fast Eddie était basé sur une personne réelle.
En 2019, un chercheur a examiné le manuscrit original du roman et a découvert que Tevis avait changé le nom du personnage de « New York Fats » en « Minnesota Fats », ce qui donne du crédit à l'affirmation de Rudolf Wanderone, qui se faisait appeler « New York Fats », selon laquelle il a été l'inspirateur du personnage.

## Adaptation
Le roman a été adapté en Film sous le même titre réalisée par Robert Rossen en 1961., mettant en vedette Paul Newman dans le rôle de Fast Eddie, Jackie Gleason dans le rôle de Minnesota Fats et Piper Laurie dans le rôle Sarah

## Éditions françaises
- L'Arnaqueur  (trad. de l'anglais par Marcel Duhamel,), Paris, Gallimard, 1961,coll. « Série noire » ; no 643, 255 p[9].  (ISBN 207047643X)
- L'Arnaqueur (trad. de l'anglais par Marcel Duhamel),Paris, Gallimard, coll. «La Poche noire», 967, 255 p.[10]  (ISBN 9782071025502)
- L'Arnaqueur (trad.  de l'anglais par  Marcel Duhamel)Paris, Gallimard, coll. « Carré noir ; no 268 », 1977, 254 p.[11]  (ISBN 2070432688)
- L'Arnaqueur (trad.  de l'anglais par  Marcel Duhamel),Paris : Gallimard, 1990, 254 p. (Folio ; no 2189)[12]  (ISBN 2070382796)

## Critiques
Le critique du New York Times, Rex Lardner, a qualifié le livre de "voyage tendu et cahoteux dans le monde dur, poussiéreux, enfumé, claquant et rempli d'argent du requin de la piscine", et a écrit que Tevis "écrit comme une séquence, faisant du billard droit". aussi excitant qu'un combat avec Stanley Ketchell. C'est un roman fin, rapide, dévergondé et décalé.
Une critique non signée dans Time a déclaré que L'Arnaqueur "a ses défauts en tant que roman, mais ouvre la porte sur un monde que les livres n'ont pas encore banalisé". Il poursuit ainsi : « La morale de L'Arnaqueur est évidemment sentencieuse, l'histoire d'amour est un cliché et l'écriture de l'auteur Tevis est parfois trop douloureusement exacte. Ce qui reste est une succession de scènes dans lesquelles un monde enfumé et miteux devient très vivant, et où les crises sont intenses même si le décor est crasseux et le jeu n'est que du billard".
Kirkus Reviews l'a qualifié de "roman compact et soigné" et a déclaré: "Grâce à un langage de déclaration désinvolte qui ne dissimule pas le sérieux de son intention, cette exploration de l'expérience morale est une performance concise et compétente".